# Försvarets telenät
Försvarets telenät, FTN, är ett sambandssystem inom svenska Försvarsmakten med det primära användningsområdet landsomfattande kommunikation mellan olika militära anläggningar. FTN är konstruerat på motsvarande sätt som det publika telefonnätet (PTN) men i större omfattning baserat på radiolänkar. Nätets struktur är dessutom mer störtålig.
Noderna i FTN är i regel placerade i skyddade byggnader som har viss tålighet mot vapenverkan. FTN anläggningar är ofta skyddsobjekt, vilket kan innebära exempelvis fotoförbud vid aktuell plats.
Försvarsmaktens telekommunikations- och informationssystemförband (FMTIS) är det förband inom Försvarsmakten som har hand om FTN.

## Historik
FTN har sin bakgrund i ett radiolänknät som Flygvapnet på 1950-talet planlade för sitt stridslednings- och luftbevakningssystem STRIL 50. Efter att först ha benämnts luftförsvarets radiolänknät, kallades det senare för flygvapnets fasta radiolänknät (FFRL) efter att planerna utökats till att fler delar av Flygvapnet skulle anslutas. För att dela de höga kostnaderna för att realisera detta radiolänknät erbjöds under 1950-talet övriga delar av försvaret att ansluta sig. Namnet blev då försvarets fasta radiolänknät (FFRL, samma förkortning), och utbyggnaden skedde i samarbete mellan Flygvapnet och Försvarsstaben.
Senare under kalla kriget uppkom farhågan att olika sambandsnät skulle slås ut i samband med krig, och att det inte skulle fungera med manuell förmedling av information mellan olika nät för att täcka upp för detta. De olika militära sambandsnäten behövde därför samordnas och kopplas ihop med automatisk förmedling för att kunna hantera att delar av näten slogs ut. Detta när kom att bli försvarets telenät, FTN, som planerades under 1970-talet, och driftsattes under 1980-talet.
De främsta två viktigaste sambandsnäten som byggdes ihop i och med FTN var FFRL och krigsfjärrskriftsnätet.
Tekniken i FTN har genomgått flera uppgraderingar och generationer. Ericssons telefonväxel AKE-129 byttes under 1990-talet mot en modernare digital växel, också den från Ericsson, AXT 121. Denna delar viss teknik med den civila produkten AXE, men har vissa specialanpassade funktioner.
När Försvarsmaktens IP-nät byggdes upp under 1990-talet användes till stor del de befintliga FTN-anläggningarna.
Försvarsmaktens telenät- och markteleförband (FMTM) hade från sitt bildande 2005 hand om FTN, innan det 2016 ombildades till FMTIS.